# Robert Boinay
Robert Boinay (* 10. September 1918 in Vendlincourt; † 21. Oktober 1988 in Férolles-Attily) war ein Schweizer Maler, Zeichner und Holzschneider. Sein Werk umfasst Malerei, Wandmalerei, Collagen, Zeichnungen, Holzschnitte und Druckgrafiken.

## Leben und Werk
Robert Boinay besuchte von 1949 bis 1951 die École nationale supérieure des beaux-arts de Paris  und nahm Malunterricht im Atelier von Maurice Brianchon. Anschliessend nahm er bei Pierre Henri Étienne Ducos-Delahaille (1889–1972) Unterricht in der Freskenmaltechnik. Boinay war Mitglied der Société du Salon d’Automne. 1958 erhielt er vom Musée National d’Art Moderne einen Preis für ausländische Malerei.
1957 stellt Boinay seine Werke in der "Jeune Peinture" aus. Diese Künstlervereinigung wurde 1949 von Paul Rebeyrolle, Denys Chevalier und Pierre Descargues gegründet und hiess vor 1954 Jeune Création. Sie organisiert seit 1950 jährlich eine Kunstausstellung in Paris und widmete sich insbesondere jungen Künstlern.
Weitere Ausstellungen fanden im Salon Grands et Jeunes d’aujourd’hui und im Salon Comparaisons statt. Dieser wurde 1955 von Lilas Bug und Andrée Bordeaux-Le Pecq gegründet.